# Australian Open-mesterskabet i mixed double 2025
Australian Open-mesterskabet i mixed double 2025 var den 82. turnering om Australian Open-mesterskabet i mixed double. Turneringen var en del af Australian Open 2025 og blev spillet i Melbourne Park i Melbourne, Australien i perioden 16. - 24. januar 2025 med deltagelse af 32 par.
Mesterskabet blev vundet af Olivia Gadecki og John Peers, der i en rent australsk finale mellem to wildcard-par besejrede Kimberly Birrell og John-Patrick Smith med 3-6, 6-4, [10-6]. Det var den første rent australske finale i mesterskabet siden 1967, og Gadecki og Peers blev det første rent australske mesterpar i Australian Open-mesterskabet i mixed double siden 2013, hvor Jarmila Gajdošová og Matthew Ebden sikrede sig titlen. For John Peers var det karrierens tredje grand slam-titel, og det var hans anden titel ved Australian Open, idet han tidligere havde vundet herredoubletitlen i 2017 med Henri Kontinen som makker, og det var hans anden mixed double-titel, eftersom han inden da havde sejret ved US Open 2022 sammen med Storm Sanders. Triumfen var Olivia Gadeckis første grand slam-titel, og den blev opnået i hendes første grand slam-finale. Hun havde tidligere været i semifinalen ved Australian Open 2024 med Marc Polmans som makker.
Siden Ruslands invasion af Ukraine i begyndelsen af 2022 havde tennissportens styrende organer, WTA, ATP, ITF og de fire grand slam-turneringer, tilladt, at spillere fra Rusland og Hviderusland fortsat kunne deltage i grand slam-turneringer samt turneringer på ATP Tour og WTA Tour, men de kunne ikke stille op under landenes navne eller flag, og spillerne fra de to lande deltog derfor i turneringen under neutralt flag.

## Pengepræmier
Den samlede præmiesum til spillerne i mixed double androg A$ 716.750 (ekskl. per diem), hvilket var en stigning på 5,2 % i forhold til året før.
| Resultat               | Pengepræmier | Pengepræmier | Ændring ift. 2024 |
| Resultat               | Pr. par      | Total        | Ændring ift. 2024 |
| ---------------------- | ------------ | ------------ | ----------------- |
| Vindere (1)            | A$ 175.000   | A$ 175.000   | +6,1 %            |
| Finalister (1)         | A$ 97.750    | A$ 97.750    | +4,0 %            |
| Semifinalister (2)     | A$ 52.500    | A$ 105.000   | +5,0 %            |
| Kvartfinalister (4)    | A$ 27.750    | A$ 111.000   | +4,7 %            |
| Tabere i 2. runde (8)  | A$ 14.000    | A$ 112.000   | +5,5 %            |
| Tabere i 1. runde (16) | A$ 7.250     | A$ 116.000   | +5,1 %            |
| Samlet præmiesum       | -            | A$ 716.750   | +5,2 %            |

## Turnering

### Deltagere
Turneringen havde deltagelse af 32 par, der var fordelt på:
- 24 direkte kvalificerede par i form af deres ranglisteplacering.
- 8 par, der havde modtaget et wildcard.

#### Seedede spillere
De 8 bedste par blev seedet:
| Seedning | Rangering | Rangering | Spillere                      | Resultat        |
| Seedning | Sum       | Ind.      | Spillere                      | Resultat        |
| -------- | --------- | --------- | ----------------------------- | --------------- |
| 1        | 17        | 9 8       | Sara Errani Andrea Vavassori  | Anden runde     |
| 2        | 19        | 2 17      | Erin Routliffe Michael Venus  | Semifinalister  |
| 3        | 23        | 13 10     | Ellen Perez Kevin Krawietz    | Kvartfinalister |
| 4        | 29        | 5 24      | Taylor Townsend Hugo Nys      | Anden runde     |
| 5        | 29        | 11 18     | Desirae Krawczyk Neal Skupski | Første runde    |
| 6        | 32        | 7 25      | Hsieh Su-Wei Jan Zieliński    | Anden runde     |
| 7        | 35        | 24 11     | Demi Schuurs Tim Pütz         | Anden runde     |
| 8        | 36        | 15 21     | Asia Muhammad Andrés Molteni  | Kvartfinalister |

#### Wildcards
Otte par modtog et wildcard til turneringen.
| Spillere                            | Resultat     |
| ----------------------------------- | ------------ |
| Destanee Aiava Omar Jasika          | Første runde |
| Kimberly Birrell John-Patrick Smith | Finalister   |
| Olivia Gadecki John Peers           | Mestre       |
| Priscilla Hon Alex Bolt             | Anden runde  |
| Maddison Inglis Jason Kubler        | Første runde |
| Emerson Jones Hayden Jones          | Første runde |
| Taylah Preston Edward Winter        | Første runde |
| Daria Saville Luke Saville          | Første runde |

### Resultater
| Sara Errani      |
| Andrea Vavassori |

| Destanee Aiava |
| Omar Jasika    |

| Sara Errani      |
| Andrea Vavassori |

| Giuliana Olmos  |
| Máximo González |

| Olivia Nicholls |
| Henry Patten    |

| Olivia Nicholls |
| Henry Patten    |

| Olivia Nicholls |
| Henry Patten    |

| Irina Khromatjeva |
| Jackson Withrow   |

| Irina Khromatjeva |
| Jackson Withrow   |

| Daria Saville |
| Luke Saville  |

| Irina Khromatjeva |
| Jackson Withrow   |

| Emerson Jones |
| Hayden Jones  |

| Hsieh Su-Wei  |
| Jan Zieliński |

| Hsieh Su-Wei  |
| Jan Zieliński |

| Olivia Nicholls |
| Henry Patten    |

| Ellen Perez    |
| Kevin Krawietz |

| Kimberly Birrell   |
| John-Patrick Smith |

| Nina Stojanović |
| Mate Pavić      |

| Ellen Perez    |
| Kevin Krawietz |

| Bethanie Mattek-Sands |
| Jamie Murray          |

| Priscilla Hon |
| Alex Bolt     |

| Priscilla Hon |
| Alex Bolt     |

| Ellen Perez    |
| Kevin Krawietz |

| Kimberly Birrell   |
| John-Patrick Smith |

| Kimberly Birrell   |
| John-Patrick Smith |

| Chan Hao-Ching |
| Marcelo Melo   |

| Kimberly Birrell   |
| John-Patrick Smith |

| Taylah Preston |
| Edward Winter  |

| Demi Schuurs |
| Tim Pütz     |

| Demi Schuurs |
| Tim Pütz     |

| Kimberly Birrell   |
| John-Patrick Smith |

| Desirae Krawczyk |
| Neal Skupski     |

| Olivia Gadecki |
| John Peers     |

| Tímea Babos     |
| Marcelo Arévalo |

| Tímea Babos     |
| Marcelo Arévalo |

| Olivia Gadecki |
| John Peers     |

| Olivia Gadecki |
| John Peers     |

| Nicole Melichar-Martinez |
| Robert Galloway          |

| Olivia Gadecki |
| John Peers     |

| Kristina Mladenovic |
| Ivan Dodig          |

| Zhang Shuai   |
| Rohan Bopanna |

| Zhang Shuai   |
| Rohan Bopanna |

| Zhang Shuai   |
| Rohan Bopanna |

| Maddison Inglis |
| Jason Kubler    |

| Taylor Townsend |
| Hugo Nys        |

| Taylor Townsend |
| Hugo Nys        |

| Olivia Gadecki |
| John Peers     |

| Asia Muhammad  |
| Andrés Molteni |

| Erin Routliffe |
| Michael Venus  |

| Kateřina Siniaková |
| Zhang Zhizhen      |

| Asia Muhammad  |
| Andrés Molteni |

| Anna Danilina    |
| Harri Heliövaara |

| Anna Danilina    |
| Harri Heliövaara |

| Gabriela Dabrowski |
| Sander Gillé       |

| Asia Muhammad  |
| Andrés Molteni |

| Cristina Bucșa |
| Joran Vliegen  |

| Erin Routliffe |
| Michael Venus  |

| Aleksandra Panova |
| Lloyd Glasspool   |

| Aleksandra Panova |
| Lloyd Glasspool   |

| Jeļena Ostapenko |
| Joe Salisbury    |

| Erin Routliffe |
| Michael Venus  |

| Erin Routliffe |
| Michael Venus  |